# Вільярреал (Техас)
Вільярреал (англ. Villarreal) — переписна місцевість (CDP) в США, в окрузі Старр штату Техас. Населення — 112 особи (2020).

## Географія
Вільярреал розташований за координатами 26°18′26″ пн. ш. 98°38′39″ зх. д. / 26.30722° пн. ш. 98.64417° зх. д. (26.307121, -98.644285).  За даними Бюро перепису населення США в 2010 році переписна місцевість мала площу 0,18 км², уся площа — суходіл.

## Демографія
Згідно з переписом 2010 року, у переписній місцевості мешкала 131 особа в 35 домогосподарствах у складі 35 родин. Густота населення становила 746 осіб/км².  Було 39 помешкань (222/км²).
Расовий склад населення:
| - 100,0 % — білих |

До двох чи більше рас належало 0,0 %. Частка іспаномовних становила 100,0 % від усіх жителів.
За віковим діапазоном населення розподілялося таким чином: 31,3 % — особи молодші 18 років, 59,5 % — особи у віці 18—64 років, 9,2 % — особи у віці 65 років та старші. Медіана віку мешканця становила 35,3 року. На 100 осіб жіночої статі у переписній місцевості припадало 84,5 чоловіків;  на 100 жінок у віці від 18 років та старших — 83,7 чоловіків також старших 18 років.
Цивільне працевлаштоване населення становило 217 осіб. Основні галузі зайнятості: освіта, охорона здоров'я та соціальна допомога — 59,9 %, транспорт — 18,0 %, будівництво — 12,0 %, сільське господарство, лісництво, риболовля — 10,1 %.